# Ría de Muros e Noia
Ría de Muros e Noia är en flodmynning i Spanien.   Den ligger i provinsen Provincia da Coruña och regionen Galicien, i den nordvästra delen av landet, 500 km nordväst om huvudstaden Madrid.